# Tuchlinek
Tuchlinek [pronunciación en polaco: /tuˈxlinɛk/] (kashubian : Tëchlink) es un pueblo ubicado en el distrito administrativo de Gmina Sierakowice, dentro del condado de Kartuzy, Voivodato de Pomerania, en el norte de Polonia. Se encuentra a unos 4 kilómetros al sur de Sierakowice, a 20 kilómetros al oeste de Kartuzy, y a 49 kilómetros al oeste de la capital regional Gdańsk.